# Bill Scanlon
Bill Scanlon (Dallas, Texas, 13 de Novembro de 1956 - Park City, Utah, 2 de junho de 2021) foi um ex-tenista estadunidense.
Bill entrou para a história do tênis ao lograr o primeiro Golden Set da Era Aberta, ou seja, conseguiu vencer um set sem perder nenhum ponto (ou 24 a 0). Tal feito aconteceu no dia 22 de fevereiro de 1983, no segundo set de uma partida válida pela primeira rodada do WCT Gold Coast Classic, em Delray Beach, contra o brasileiro Marcos Hocevar
Sua melhor posição no ranking da ATP se deu em janeiro de 1984, quando atingiu o 9.º lugar.
Faleceu em 2 de Junho de 2021 na cidade de Park City, Utah, após uma batalha contra um tipo agressivo de câncer.

## Finais

### Simples: 14 (7-7)
| Legenda        |
| Grand Slam (0) |
| Grand Prix (5) |
| WCT (2)        |
| Challenger (0) |

| Resultado    | No. | Data                  | Torneio                                  | Superfície  | Oponente da final | Placar                  |
| ------------ | --- | --------------------- | ---------------------------------------- | ----------- | ----------------- | ----------------------- |
| Vice-Campeão | 1.  | 12 de janeiro de 1977 | Birmingham WCT, Birmingham, Alabama, EUA | carpete (i) | Jimmy Connors     | 3–6, 3–6                |
| Vice-Campeão | 2.  | 4 de abril de 1977    | Jackson Mississippi, EUA                 | carpete (i) | Brian Teacher     | 3–6, 3–6                |
| Campeão      | 3.  | 2 October 1978        | Jackson Mississippi, US                  | duro (o)    | Peter Fleming     | 6-2, 6-0                |
| Campeão      | 4.  | 1 de outubro de 1979  | Maui, Hawaii, EUA                        | duro (o)    | Peter Fleming     | 6-1, 6-1                |
| Campeão      | 5.  | 5 de janeiro de 1981  | Auckland, Nova Zelândia                  | duro (o)    | Tim Wilkison      | 6-7, 6-3, 3-6, 7-6, 6-0 |
| Campeão      | 6.  | 16 November 1981      | Maui, Hawaii, US                         | carpete (i) | Mats Wilander     | 6-2, 6-3                |
| Campeão      | 7.  | 28 March 1982         | Zurich WCT, Zurich, Switzerland          | carpete (i) | Vitas Gerulaitis  | 7-5, 7-6, 1-6, 0-6, 6-4 |
| Vice-Campeão | 8.  | 18 October 1982       | Vienna, Austria                          | duro (i)    | Brian Gottfried   | 1-6, 4-6, 0-6           |
| Vice-Campeão | 9.  | 25 October 1982       | Paris Indoor, Paris France               | carpete (i) | Wojtek Fibak      | 2-6, 2-6, 2-6           |
| Vice-Campeão | 10. | 30 November 1982      | Chicago-2 WCT, Chicago, Illinois, US     | carpete (i) | Wojtek Fibak      | 2-6, 6-2, 3-6, 4-6      |
| Campeão      | 11. | 14 December 1982      | Hartford WCT, Hartford, Connecticut, US  | carpete (i) | Ivan Lendl        | 2-6, 4-6, 5-7           |
| Vice-Campeão | 12. | 1 August 1983         | Vienna, Austria                          | duro (o)    | Brian Teacher     | 6-7, 4-6                |
| Campeão      | 13. | 7 July 1986           | Newport, Rhode Island, US                | grama (o)   | Tim Wilkison      | 7-5, 6-4                |
| Vice-Campeão | 14. | 30 December 1986      | Adelaide, Australia                      | grama (o)   | Wally Masur       | 4-6, 6-7                |

### Duplas: 8 (6/2)
| Resultado    | Ano  | Torneio                                 | Superfície | Parceiro         | Oponente da final                 | Placar        |
| Vice-Campeão | 1977 | Birmingham WCT, Birmingham, Alabama, US | Carpete    | Billy Martin     | Wojtek Fibak Tom Okker            | 3-6, 4-6      |
| Vice-Campeão | 1977 | Monterrey WCT, Monterrey, Mexico        | Carpete    | Billy Martin     | Ross Case Wojtek Fibak            | 6-3, 3-6, 4-6 |
| Campeão      | 1977 | Brisbane, Australia                     | Grama      | Vitas Gerulaitis | Mal Anderson Ken Rosewall         | 7-6, 6-4      |
| Vice-Campeão | 1980 | Rotterdam, Netherlands                  | Carpete    | Brian Teacher    | Índia Vijay Amritraj · Stan Smith | 4-6, 3-6      |
| Vice-Campeão | 1980 | Wembley, England                        | Carpete    | Eliot Teltscher  | Peter Fleming John McEnroe        | 5-7, 3-6      |
| Vice-Campeão | 1981 | Auckland, New Zealand                   | Duro       | Tony Graham      | Ferdi Taygan Tim Wilkison         | 5-7, 1-6      |
| Campeão      | 1987 | Auckland, New Zealand                   | Grama      | Ivan Lendl       | Peter Doohan Laurie Warder        | 6-7, 6-3, 6-4 |
| Vice-Campeão | 1988 | Bossonnens, Switzerland                 | Duro       | Bret Garnett     | Hugo Nuñez Branislav Stankovič    | 4-6, 6-7      |